# Thomas Traversa

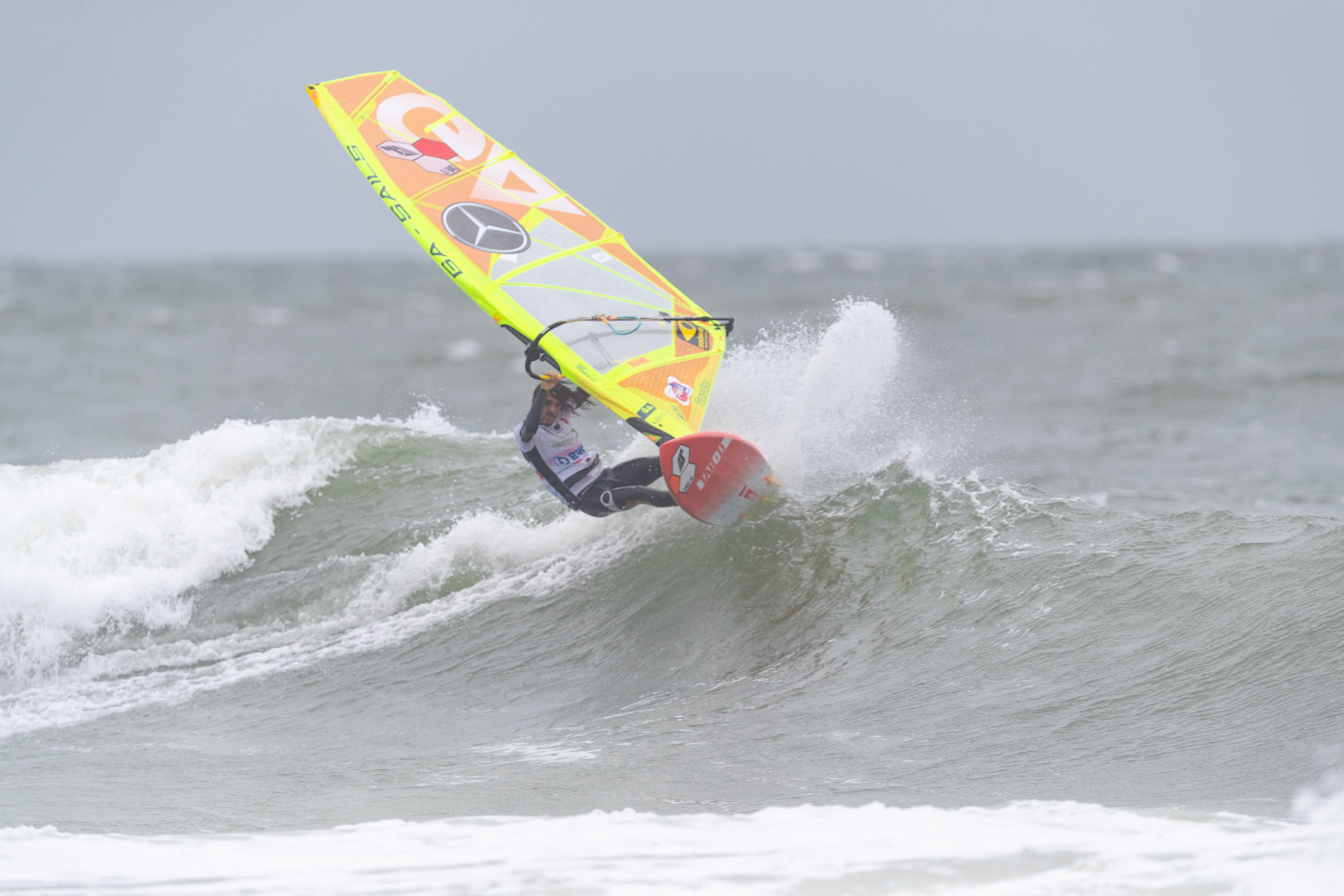
Traversa beim Windsurf World Cup Sylt 2019

Thomas Traversa (* 4. Dezember 1985 in Aubagne) ist ein französischer Windsurfer. Er ist der Wave-Weltmeister von 2014.

## Biografie
Traversa wuchs in Aubagne bei Marseille auf und lebt dort bis heute. Mit sechs Jahren begann er gemeinsam mit seinem Bruder mit den Wellenreiten, bevor er zwei Jahre später erstmals windsurfen war.
Mit seinem Trainingspartner Antony Ruenes dominierte er zunächst die französische Windsurftour und startete 2002 erstmals in einem World Cup auf Fuerteventura und wurde dort 13. Er etablierte sich in den Top 10 des Freestyles und konnte sich 2007 auch auf dem Podest platzieren. Nach einem komplexen Fußbruch fokussierte er sich ab 2008 jedoch mehr auf die Wave-Disziplin.
In der Saison 2011 klassierte er sich erstmals unter den ersten zehn der Wave-Wertung, in welchen er sich bis heute (2018) jedes Jahr platzieren konnte. Ein Jahr später feierte er seinen ersten World-Cup-Sieg beim Cold Hawaii World Cup vor Klitmøller. Traversas erfolgreichste Saison wurde 2014. Er gewann zwei Events und wurde bei drei weitere Zweiter, wodurch er sich den Weltmeistertitel sicherte. In den folgenden Jahren fuhr er konstant unter die besten zehn und feierte 2018 beim Windsurf World Cup Sylt seinen vierten World-Cup-Sieg.

## Erfolge

### World Cup Wertungen
| Saison | Wave  | Wave   | Freestyle | Freestyle |
| Saison | Platz | Punkte | Platz     | Punkte    |
| ------ | ----- | ------ | --------- | --------- |
| 2002   | ?     | ?      | ?         | ?         |
| 2003   | ?     | ?      | ?         | ?         |
| 2004   | ?     | ?      | ?         | ?         |
| 2005   | ?     | ?      | ?         | ?         |
| 2006   | 27.   | 2716   | 7.        | 1886      |
| 2007   | 13.   | 6818   | 6.        | 5822      |
| 2008   | 17.   | 4470   | 24.       | 3941      |
| 2009   | 5.    | 5476   | 28.       | 1787      |
| 2010   | 14.   | 3112   | 31.       | 1721      |
| 2011   | 7.    | 5443   | –         | –         |
| 2012   | 6.    | 5822   | –         | –         |
| 2013   | 4.    | 5591   | 37.       | 1193      |
| 2014   | 1.    | 8301   | 37.       | 1457      |
| 2015   | 4.    | 5855   | –         | –         |
| 2016   | 4.    | 5954   | 45.       | 1193      |
| 2017   | 6.    | 2850   | 41.       | 725       |
| 2018   | 8.    | 15.386 | 36.       | 7.250     |
| 2019   | 6.    | 24.670 | 32.       | 8.050     |
| 2019   | 4.    | 18.973 | 13.       | 8.650     |

### World-Cup-Siege
Traversa errang bisher zwölf Podestplätze, davon fünf Siege:
| Datum                   | Ort        | Land        | Disziplin |
| ----------------------- | ---------- | ----------- | --------- |
| 17.09.2012 – 23.09.2012 | Klitmøller | Dänemark    | Wave      |
| 05.09.2014 – 07.09.2014 | Warschau   | Polen       | Indoor    |
| 15.09.2014 – 22.09.2014 | Klitmøller | Dänemark    | Wave      |
| 28.09.2018 – 07.10.2018 | Sylt       | Deutschland | Wave      |
| 27.09.2019 – 06.10.2019 | Sylt       | Deutschland | Wave      |

### Weitere Erfolge
- Sieg beim Red Bull Storm Chase 2014[2]
- Französischer Meister 2016[3]